# Albert Embrechts
Albert Embrechts (Oirschot, 30 november 1914 - Genk, 27 mei 1997) was een Belgisch figuratief kunstschilder.
Hij is vooral bekend om zijn sneeuwlandschappen en andere Kempense landschappen die gekenmerkt werden door heide, berken enzovoort. Dit gaf hem de bijnaam De schilder van het licht.
Maar daarnaast schilderde hij ook andere onderwerpen zoals stillevens, naakten, portretten, kerkinterieurs en religieuze motieven. Ook restaureerde hij oude schilderijen en maakte kopieën van werken van oude meesters.
Aan de Sint-Laurentiuskerk te Hamont schonk hij een Kruisafneming van Kristus (1988) en een Onze-Lieve-Vrouw ter Heide (1991). Embrechts woonde een groot deel van zijn leven in Hamont, omdat zijn vrouw daarvandaan kwam.